# Ellen Meiksins Wood
Ellen Wood, (nata  Meiksins) (New York, 12 aprile 1942 – Ottawa, 14 gennaio 2016), è stata una storica e politica marxista statunitense-canadese. Il suo lavoro è legato al movimento del marxismo politico  (di cui fanno parte anche Robert Brenner, George Comninel, Colin Mooers, Charles Post e Benno Teschke). Dal 1997 al 2000 ha diretto la Monthly Review, mensile socialista pubblicato negli Stati Uniti.

## Biografia
Wood è nata a New York City il 12 aprile 1942, come Ellen Meiksins, un anno dopo che i suoi genitori, ebrei lettoni attivi nel Bund, arrivarono a New York dall'Europa come rifugiati politici. È cresciuta negli Stati Uniti e in Europa.
Wood ha conseguito una laurea in lingue slave presso l'Università della California, Berkeley, nel 1962 e successivamente è entrata nel corso di laurea in scienze politiche presso l'Università della California, Los Angeles, conseguendo il dottorato in filosofia nel 1970. Dal 1967 al 1996 ha insegnato scienze politiche al Glendon College, York University, a Toronto, Ontario, in Canada.
Con Robert Brenner, Ellen Meiksins Wood ha articolato i fondamenti del marxismo politico, un filone della teoria marxista che pone la storia al centro della sua analisi. Ha provocato un allontanamento dagli strutturalismi e dalla teleologia verso la specificità storica come processo contestato e prassi vissuta.
I numerosi libri e articoli di Meiksins Wood sono stati talvolta scritti in collaborazione con suo marito, Neal Wood (1922-2003). Il suo lavoro è stato tradotto in molte lingue. Di questi, The Retreat from Class ha ricevuto il Deutscher Memorial Prize nel 1988.  Wood ha fatto parte del comitato editoriale della rivista britannica New Left Review tra il 1984 e il 1993. Dal 1997 al 2000, Wood è stata  editrice, insieme a Harry Magdoff e Paul Sweez, di Monthly Review, la rivista socialista.
Nel 1996, è stata inserita nella Royal Society of Canada.  Lei e Neal Wood divisero il loro tempo tra Inghilterra e Canada fino alla  morte di lui nel 2003.
Nel 2014 ha sposato Ed Broadbent, ex leader del Nuovo Partito Democratico del Canada, con il quale ha vissuto a Ottawa e Londra per sei anni fino alla sua morte per cancro all'età di 73 anni.

## Opere
- Mind and Politics: An Approach to the Meaning of Liberal and Socialist Individualism, University of California Press, 1972
- The Retreat from Class: A New 'True' Socialism, Schocken Books, 1986. ISBN 0-8052-7280-1. Verso Classics, gennaio 1999. ristampa con nuova introduzione ISBN 1-85984-270-4
- The Pristine Culture of Capitalism, Verso, 1992 ISBN 0-86091-572-7
- Democracy Against Capitalism: Renewing Historical Materialism, Cambridge University Press, 1995 ISBN 0-521-47682-8
- Peasant-Citizen and Slave: The Foundations of Athenian Democracy, Verso, 1997 ISBN 0-86091-911-0
- The Origin of Capitalism, Monthly Review Press, 1999  ISBN 1-58367-000-9. Edizione rivista: The Origin of Capitalism: A Longer View, Verso Books, 2002 ISBN 1-85984-392-1
- Empire of Capital, Verso, 2003, ISBN 978-1-85984-502-8
- Citizens to Lords: A Social History of Western Political Thought from Antiquity to the Middle Ages, Verso, 2008 ISBN 978-1-84467-243-1
- Liberty & Property: A Social History of Western Political Thought from Renaissance to Enlightenment, Verso, 2012 ISBN 978-1-84467-752-8

### Insieme a Neal Wood
- Class Ideology and Ancient Political Theory: Socrates, Plato, and Aristotle in Social Context, Oxford University Press, 1978 ISBN 0195201000
- A Trumpet of Sedition: Political Theory and the Rise of Capitalism, 1509-1688, New York University Press, 1997 e Londra, Pluto Press, 1997  ISBN 0745311768

### Raccolte co-curate
- In Defense of History: Marxism and the Postmodern Agenda, (insieme a John Bellamy Foster), Monthly Review Press, 1997 ISBN 0853459835
- Capitalism and the Information Age: The Political Economy of the Global Communication Revolution, (insieme a Robert W. McChesney e John Bellamy Foster), Monthly Review Press, 1998 ISBN 0853459894
- Rising from the Ashes? Labor in the Age of "Global" Capitalism, (insieme a Peter Meiksins e Michael Yates), Monthly Review Press, 1998  ISBN 0853459398